# 林真 (明朝)
林真，福建福州府闽县人，明朝政治人物、進士出身。

## 生平
永樂十二年，福建甲午乡试中舉。永樂十六年，登戊戌科會試中進士，官至监察御史。